# محمود أباد العليا (سررود الشمالي)
محمود أباد العلیا (بالفارسية: محمودآباد علیا) هي قرية تقع في إيران في قسم سررود الشمالي الريفي. يقدر عدد سكانها بـ 338 نسمة .